# Jaskinia Gaudynowska
Jaskinia Gaudynowska lub Schronisko w dolinie Brodeł – jaskinia na lewym brzegu potoku Brodła na Garbie Tenczyńskim będącym częścią Wyżyny Krakowsko-Częstochowskiej. Należy do wsi Brodła w województwie małopolskim, w powiecie chrzanowskim, w gminie Alwernia.

## Opis obiektu
Jaskinia znajduje się u zachodnich podnóży Gaudynowskiej Baszty. Od strony asfaltowej wąskiej drogi prowadzącej obok skały widoczne są dwa otwory. Po lewej stronie jest wąski i wysoki otwór Schroniska obok Jaskini Gaudynowskiej, po prawej niski i szeroki otwór Jaskini Gaudynowskiej. Znajduje się on na poziomie gruntu, zejście natomiast prowadzi lekko w dół. Za otworem znajduje się niska, choć dosyć szeroka wnęka, od której w południowo-zachodnim kierunku biegną dwa równoległe korytarze i trzeci, krótki w kierunku schroniska. Główny ciąg jaskini biegnie lewym korytarzem. Ma on postać niskiego i krętego tunelu zakończonego zawaliskiem. W korytarzu tym znajduje się 5-metrowy kominek. Prawy korytarz początkowo ma dwa ciągi znajdujące się na tej samej szczelinie, jeden nad drugim. W głębi skały łączą się z sobą i tworzą wysoki na 6 m komin.
Jaskinia powstała w wapieniach z okresu jury późnej. Jest jaskinią krasową, jej główny ciąg utworzony został przez przepływającą wodę. Ma dość bogatą szatę jaskiniową. Tworzą ją polewy, grzybki, makaroniki, mleko wapienne i stalaktyty. Szczególnie długie makaroniki (do kilkunastu cm) występują w kominku lewego korytarza. Namulisko tworzy wapienny gruz zmieszany z iłem.
Początkowe partie jaskini są oświetlone światłem słonecznym. W jego zasięgu na ścianach rosną mchy i porosty. Głębsze partie jaskini są ciemne. Ze zwierząt obserwowano pająki sieciarze jaskiniowe Meta menardi.

## Historia poznania i eksploracji
Miejscowej ludności jaskinia zapewne znana była od dawna. Po raz pierwszy wzmiankował ją A. Kirkor w 1876 r. Początkową część obiektu opisał Kazimierz Kowalski w 1951 r. Nadał mu nazwę Schronisko w dolinie Brodeł. Dalszą część jaskini zbadali R. Grzywa i S. Rożnawski w 1989 i 1992 r. Dokumentację jaskini sporządzili M. Pruc i M. Szelerewicz w 2009 r., plan jaskini wykonał K. Adryan w 1992 r.
Namulisko jaskini jest wciąż przekopywane i usuwane na zewnątrz. W 2009 r. w wylocie jaskini znajduje się spora pryzma świeżo wydobytego namuliska.

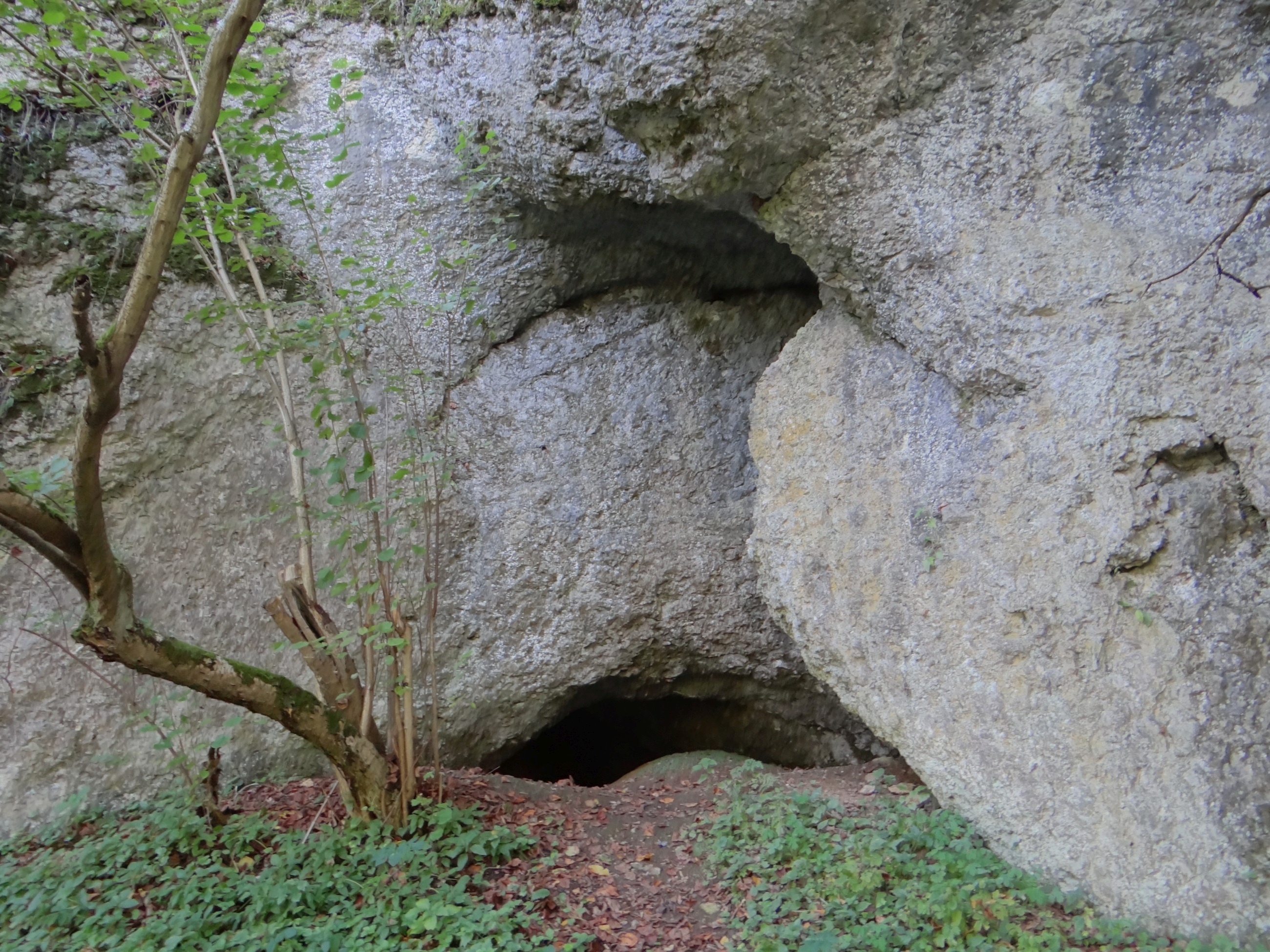
Otwór jaskini
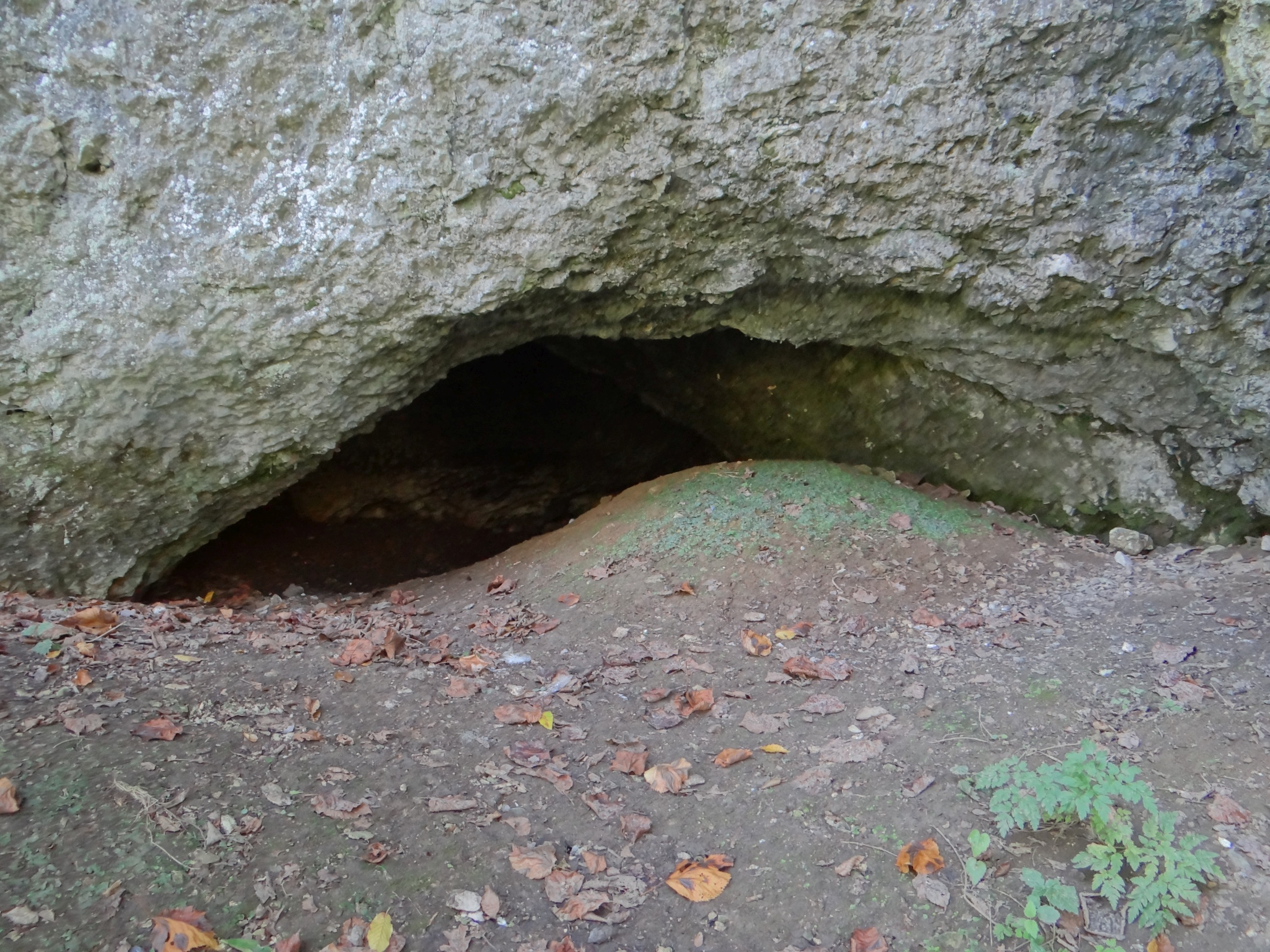
Otwór jaskini
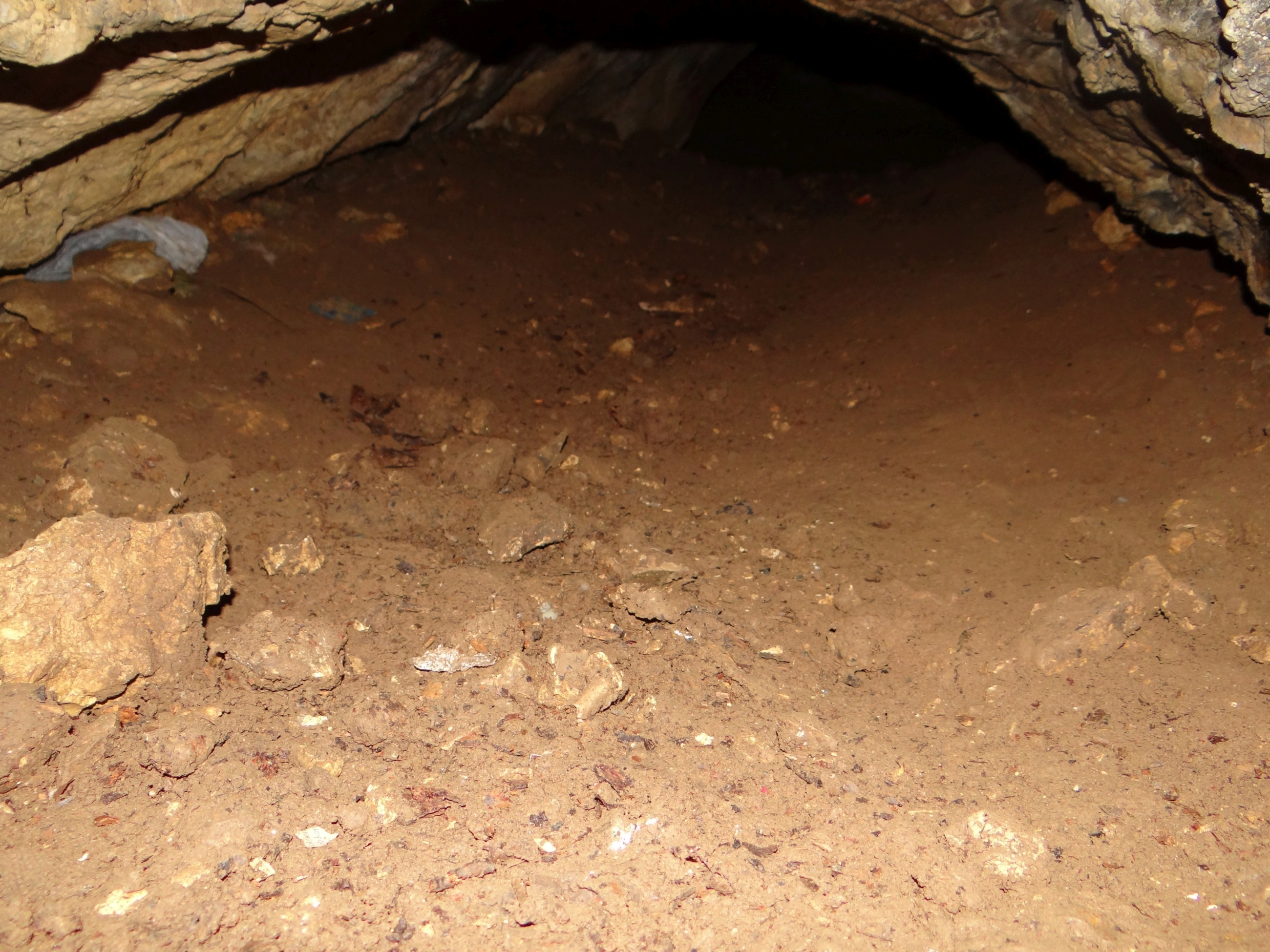
Wejście do jednego z korytarzy
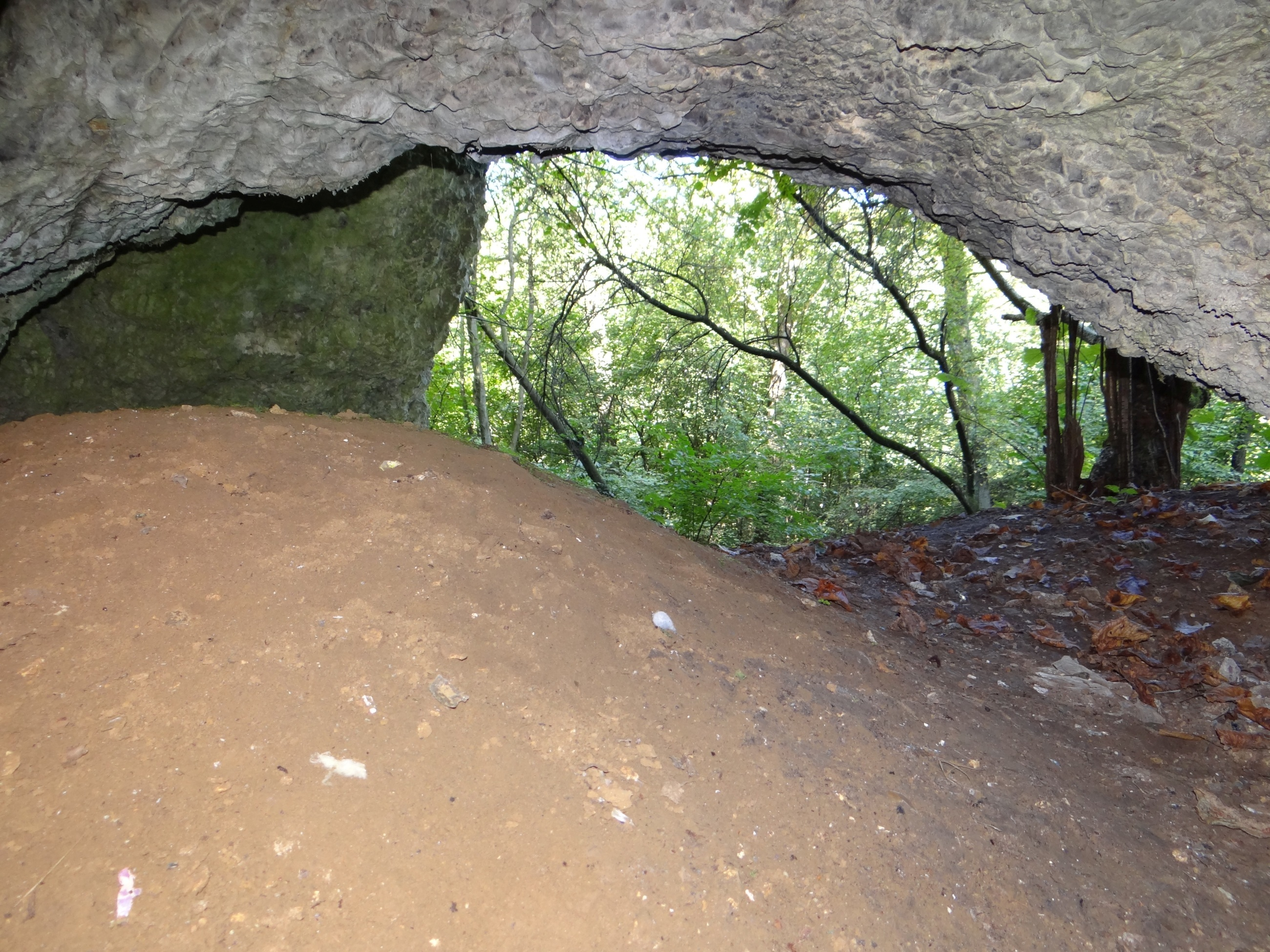
Wnęka za otworem z pryzmą świeżo wydobytego namuliska